# Jean-Yves Viollier
Pour les articles homonymes, voir Viollier.
Jean-Yves Viollier est un journaliste français né en 1953 à Angoulême. 

## Parcours
Après avoir obtenu une licence de lettres classiques et un diplôme du Centre de formation des journalistes, il collabore à La Charente libre puis à Ouest-France, avant d'intégrer pendant près de vingt ans (1977-1996) la rédaction de L'Équipe, où il occupe le poste de rédacteur en chef technique. 
À la fin de 1996, il lance une start-up sur Internet Mediapack, puis rejoint en 1997 la rédaction du Canard enchaîné, où il partage notamment avec Isabelle Barré la rubrique « Couac ». Il décide de quitter le journal en juin 2012.
En 2013, il fait paraitre Un délicieux canard laquais, « roman satirique » qui, de manière à peine voilée, dénonce le manque d'indépendance du Canard enchaîné vis-à-vis des partis politiques au pouvoir. Il avance vouloir « se moquer des moqueurs »,.

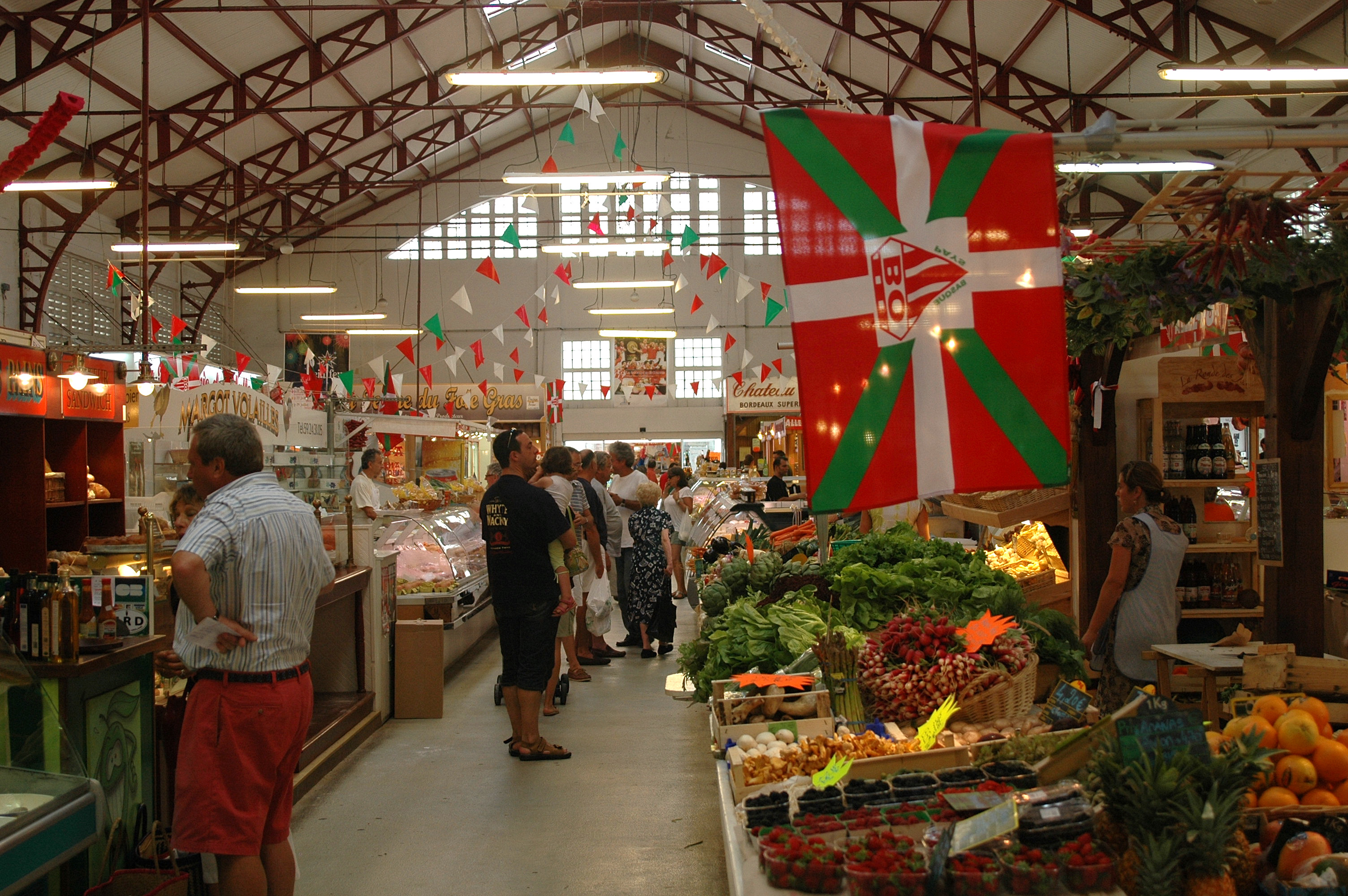
Marché aux couleurs du Biarritz Olympique en 2006

En décembre 2013, il publie, avec le dessinateur Pierre George, une bande dessinée ayant pour titre Les aventures de Manzana et Patxaran. Elle met en scène un policier biarrot obligé d'enquêter avec un policier bayonnais sur la disparition des deux mascottes des deux clubs de rugby, Géronimo et Pottoka. L'ouvrage connait un gros succès au Pays basque et fait l'objet d'un nouveau tirage moins de trois semaines après sa parution.
À partir d'août 2013, il anime le blog Bisque, bisque, basque !. En 2014, il y révèle que le maire de Biarritz a fait attribuer gratuitement deux places de parking à Alain Juppé pendant ses vacances. Au début de 2021, il décide d'arrêter les publications sur ce blog du fait du changement de maire à Biarritz.
En janvier 2017, il est à l'origine du procès intenté devant le tribunal correctionnel de Bayonne à l'ancien maire de Biarritz Didier Borotra, accusé de prise illégale d'intérêt. L'ancien maire est relaxé et sa relaxe confirmée par la cour d'appel de Pau.
En 2020, il est élu à la présidence de l'association Ramdam 64-40 qui prône la moralisation de la vie politique locale.

## Ouvrages
- Un délicieux canard laquais, Paris, Éditions du Toucan, 2013.
- Les aventures de Manzana et Patxaran (dessins de Pierre George), Biarritz, Éditions Atlantica, 2013.
- C'est de la bombe ! (dessins de Pierre George), tome 2 des Aventures de Manzana et Patxaran, Biarritz, Éditions Atlantica, 2014[10],[11].
- La con-fusion : BO-Aviron : histoire d'une fusion ratée (avec Dominique Mutio et Aïtana Design), Biarritz, Éditions Atlantica, 2015[12],[13].
- Opération jambon (dessins de Pierre George), tome 3 des Aventures de Manzana et Patxaran, Biarritz, Éditions Atlantica, 2016[14],[15].
- Robert Rabagny, monsieur Biarritz bonheur, Biarritz, Éditions Atlantica, 2016[16].
- Rugby en péril, Éditions Atlantica, 2018[17].